# Alsókocskóc
Alsókocskóc (szlovákul Dolné Kočkovce) község Szlovákiában, a Trencséni kerületben, az Puhói járásban.

## Fekvése
Puhótól 1 km-re délre, a Vág bal partján fekszik, egykor Puhóhoz tartozott.

## Története
A pápai tizedjegyzék már 1332-ben említi plébániáját „Hoczak” néven. Mai magyar nevén 1407-ben szerepel először „Alsow Hochk” alakban. 1496-ban „Also Hochkowcz”, 1598-ban „Also Koczkocz” néven szerepel az írott forrásokban. A Lieskovszky család birtoka, később Kasza várának tartozéka volt. 1698-ban 29 ház állt a községben. 1720-ban 20 adóegysége volt. 1784-ben 50 házában 54 család és 277 lakos élt. 1828-ban 53 háza és 362 lakosa volt. Lakói mezőgazdasággal és halászattal foglalkoztak. Egy ideig sóraktár is volt a településen. A 19. században két pálinkafőzdéje is működött.
Fényes Elek 1851-ben kiadott geográfiai szótárában így ír a faluról: „Alsó-Kocskocz, Trencsén m. tót falu, 533 kath., 4 zsidó lak.”
A trianoni békéig Trencsén vármegye Illavai járásához tartozott.

## Népessége
| Év:            | 1994. | 2004.   | 2014.   | 2024.   |
| -------------- | ----- | ------- | ------- | ------- |
| Emberek száma: | 1158  | 1196    | 1226    | 1177    |
| Eltérés:       |       | +3,28 % | +2,50 % | -3,99 % |

| Év:            | 2023. | 2024.   |
| -------------- | ----- | ------- |
| Emberek száma: | 1176  | 1177    |
| Eltérés:       |       | +0,08 % |

1880-ban 346 lakosából 324 szlovák anyanyelvű volt.
1910-ben 576 lakosa mind szlovák anyanyelvű volt.
1970-ben 1359 lakosából 1350 szlovák, 4 cseh, 1 magyar és 4 ismeretlen nemzetiségű volt.
2001-ben 1169 lakosából 1158 szlovák, 10 cseh és 1 ukrán volt.
2011-ben 1221 lakosából 1184 szlovák, 8 cseh, 1 ukrán, 1 egyéb és 27 ismeretlen nemzetiségű volt.
2021-ben 1205 lakosából 1174 (+3) szlovák, (+1) cigány, 10 (+2) egyéb és 21 ismeretlen nemzetiségű volt.